# 盧卡韋齊
49°51′8″N 25°10′20″E / 49.85222°N 25.17222°E
盧卡韋齊（烏克蘭語：Лукавець），是烏克蘭西部的村莊，隸屬利維夫州的佐洛奇夫區。該村面積0.87平方公里，海拔高度350米，2001年人口213，人口密度每平方公里244人。